# Pieros Sotiriou
Pieros Sotiriou (Nicosia, 13 de enero de 1993) es un futbolista chipriota. Juega como delantero en el APOEL de Nicosia de la Primera División de Chipre.

## Clubes
| Club                        | País       | Año       |
| --------------------------- | ---------- | --------- |
| Olympiakos Nicosia          | Chipre     | 2009-2013 |
| APOEL de Nicosia            | Chipre     | 2013-2017 |
| F. C. Copenhague            | Dinamarca  | 2017-2020 |
| F. C. Astana                | Kazajistán | 2020-2021 |
| P. F. C. Ludogorets Razgrad | Bulgaria   | 2021-2022 |
| Sanfrecce Hiroshima         | Japón      | 2022-2024 |
| APOEL de Nicosia            | Chipre     | 2025-     |

## Palmarés

### Títulos nacionales
| Título                   | Club                        | País       | Año     |
| ------------------------ | --------------------------- | ---------- | ------- |
| Supercopa de Chipre      | APOEL de Nicosia            | Chipre     | 2013    |
| Primera División         | APOEL de Nicosia            | Chipre     | 2013-14 |
| Copa de Chipre           | APOEL de Nicosia            | Chipre     | 2013-14 |
| Primera División         | APOEL de Nicosia            | Chipre     | 2014-15 |
| Copa de Chipre           | APOEL de Nicosia            | Chipre     | 2014-15 |
| Primera División         | APOEL de Nicosia            | Chipre     | 2015-16 |
| Primera División         | APOEL de Nicosia            | Chipre     | 2016-17 |
| Superliga de Dinamarca   | F. C. Copenhague            | Dinamarca  | 2018-19 |
| Supercopa de Kazajistán  | F. C. Astana                | Kazajistán | 2020    |
| Primera Liga de Bulgaria | P. F. C. Ludogorets Razgrad | Bulgaria   | 2020-21 |
| Supercopa de Bulgaria    | P. F. C. Ludogorets Razgrad | Bulgaria   | 2021    |
| Primera Liga de Bulgaria | P. F. C. Ludogorets Razgrad | Bulgaria   | 2021-22 |
| Copa J. League           | Sanfrecce Hiroshima         | Japón      | 2022    |